# Urtima riksdagen 1939
Urtima riksdagen 1939 ägde rum i Stockholm.
Detta var en urtima riksdag och riksdagens kamrar sammanträdde i riksdagshuset den 8 september 1939. Riksdagsarbetet inleddes ceremoniellt genom riksdagens högtidliga öppnande i rikssalen på Stockholms slott den 9 september. Första kammarens talman var Johan Nilsson (H), andra kammarens talman var August Sävström (S). Riksdagen avslutades den 9 januari 1940.